# Tennis Club Român (București)
Tennis Club Român (TCR) a fost primul club de rugby înființat vreodată în România. În total, TCR avea să cucerească nouă (9) titluri naționale, ultimul în ediția 1937-1938 a campionatului. 

## Istoric
Data oficială a apariției lui este 2 mai 1910, cu peste trei ani înaintea primei partide de rugby ce s-a jucat pe pământ românesc, cea dintre... Tennis Club Român (căpitanul echipei fiind chiar fondatorul ei, Mircea Iconomu) și Sporting Club (condusă de frații Hussar), la 8 septembrie 1913. În 1914, TCR cucerește și primul titlu de campioană a României, în dauna aceluiași Sporting Club, cele două echipe fiind și singurele existente la vremea aceea și și-a păstrat titlul pentru următorii doi ani. TCR a devenit de trei ori la rând cea mai bună echipă din România, din 1921 până în 1923, apoi în 1927, și a câștigat ultimele patru titluri la fiecare doi ani între 1936 și 1942. După sfârșitul sezonului 1946–47, clubul a fost dizolvat.

## Palmares
Campionatul României
 Campioni (11) : 1914, 1915, 1916, 1921, 1922, 1923, 1927, 1936,  1938, 1940, 1942
 Vicecampioni (2): 1931, 1935

## Alte secții
Alte secții ale clubului au inclus printre altele atletism, caiac, fotbal, înot, sporturi de iarnă, scrimă, tenis și tir.